# Ittiri
Ittiri (sardisk: Ìtiri Cannèdu) er en by og en kommune (comune) i provinsen Sassari i regionen Sardinien i Italien. Byen ligger i 400 meters højde og har 8.619 indbyggere (2016). Kommunen har et areal på 111,46 km² og grænser til kommunerne Banari, Bessude, Florinas, Ossi, Putifigari, Thiesi, Uri, Usini og Villanova Monteleone.